# Tuři Svitavy
O Svitavský Basket S.R.O., conhecido também como Dekstone Tuři Svitavy por razões de patrocinadores, é um clube de basquetebol baseado em Svitavy, República Checa que atualmente disputa a I Liga (Chéquia). Manda seus jogos no Na Střelnici com capacidade para 800 espectadores.

## Histórico de Temporadas
| Temporada | Nível | Liga   | Pos. | J     | PL  | Resultado         | Copa Checa        | Competições internacionais |
| --------- | ----- | ------ | ---- | ----- | --- | ----------------- | ----------------- | -------------------------- |
| 2010-11   | 1     | NBL    | 5    | 7-23  |     |                   |                   | -                          |
| 2011-12   | 1     | NBL    | 3    | 18-22 | 0-2 | Quartas de finais |                   | -                          |
| 2012-13   | 1     | NBL    | 6    | 11-25 |     |                   |                   | -                          |
| 2013-14   | 1     | NBL    | 11   | 12-30 |     |                   |                   | -                          |
| 2014-15   | 1     | NBL    | 9    | 15-27 |     |                   | Oitavas de finais | -                          |
| 2015-16   | 1     | NBL    | 8    | 17-24 | 0-3 | Quartas de finais | Oitavas de finais | -                          |
| 2016-17   | 1     | NBL    | 7    | 16-16 | 2-4 | Quartas de finais | Oitavas de finais |                            |
| 2017-18   | 1     | NBL    | 5    | 15-17 | 4-6 | Semifinais        | Terceiro colocado |                            |
| 2018-19   | 1     | NBL    | 2    | 22-14 | 6-5 | Semifinais        | Quartas de finais |                            |
| 2019-20   | 1     | NBL    | 3º   | 19-9  |     |                   | Terceiro colocado |                            |
| 2020-21   | 1     | NBL    | 9º   | 14-18 |     | [ nota 1 ]        | Quartas de finais |                            |
| 2021-22   | 2     | I Liga | 2º   | 21-3  | 4-2 | Semifinais        | Oitavas de finais |                            |
| 2022-23   | 2     | I Liga | 2º   | 22-2  | 1-3 | Quartas de finais | Oitavas de finais |                            |
| 2023-24   | 2     | I Liga | 4º   | 15-3  | 6-1 | Campeão           |                   |                            |
| 2024-25   | 2     | I Liga | 2º   | 16-2  | 4-2 | Finalista         | Oitavas de finais |                            |

fonte:eurobasket.com